# St. Louis Flight
I St. Louis Flight sono stati una franchigia di pallacanestro della ABA 2000, con sede a St. Louis, Missouri. Disputarono unicamente la stagione 2004-05, concludendo la regular season con un record di 9-19 e perdendo nei quarti di finale dei play-off con i Mississippi Stingers.
Scomparvero al termine della stagione.

## Stagioni
| Stagione | Lega     | Denominazione    | V | P  | %    | Piazzamento | Play-off         |
| -------- | -------- | ---------------- | - | -- | ---- | ----------- | ---------------- |
| 2004-05  | ABA 2000 | St. Louis Flight | 9 | 19 | 32,1 | 7º          | Quarti di finale |